# 1962 Dunant
Az 1962 Dunant (ideiglenes jelöléssel 1973 WE) a Naprendszer kisbolygóövében található aszteroida. Paul Wild fedezte fel 1973. november 24-én.